# Wahl der Nationalversammlung auf Saint Kitts und Nevis 2015
Die Wahl zur Nationalversammlung auf Saint Kitts und Nevis 2015 fand am 16. Februar 2015 statt.

## Wahlergebnis
Das aus den Parteien People’s Action Movement (PAM), dem Concerned Citizens Movement (CCM) und der People’s Labour Party (PLP) bestehende Oppositionsbündnis Team Unity, unter der Führung des ehemaligen Außenministers Timothy Harris, beendete die 20-jährige Regierung der Labour Party (SKNLP) durch den Gewinn von sieben Sitzen. Die bisherige  Regierungskoalition aus der SKNLP und der Nevis Reformation Party (NRP) konnte nur vier Sitze gewinnen. Premierminister Denzil Douglas, der seit 1995 regierte, räumte seine Niederlage ein. Am 23. Februar wurde Timothy Harris als neuer Premierminister vereidigt und ist damit erst der Dritte, der das Amt seit der Unabhängigkeit von Großbritannien im Jahr 1983 übernimmt.
Während des Wahlkampfes konzentrierten sich die großen Parteien auf Bildung, Gesundheitsversorgung und Schaffung von Arbeitsplätzen sowie auf einen Vorschlag des Team Unity, Lebensmittel und Medikamente von der Mehrwertsteuer zu befreien.
| Partei                             | Sitze |
| ---------------------------------- | ----- |
| People’s Action Movement (PAM)     | 4     |
| Labour Party (SKNLP)               | 3     |
| Concerned Citizens’ Movement (CCM) | 2     |
| People’s Labour Party (PLP)        | 1     |
| Nevis Reformation Party (NRP)      | 1     |